# Новокаменка (Днепропетровская область)
Новокаменка (укр. Новокам'янка) — село,
Новокиевский сельский совет,
Томаковский район,
Днепропетровская область,
Украина.
Код КОАТУУ — 1225487505. Население по переписи 2001 года составляло 94 человека .

## Географическое положение
Село Новокаменка находится на правом берегу Каховского водохранилища (Днепр),
выше по течению на расстоянии в 7 км расположено село Высшетарасовка,
ниже по течению на расстоянии в 4 км расположено село Добрая Надия,
на противоположном берегу — село Ивановка (Каменско-Днепровский район).
Рядом проходит автомобильная дорога Т-0435.